# Topilnîțea, Mostîska
Topilnîțea (în ucraineană Топільниця) este un sat în comuna Zaveazanți din raionul Mostîska, regiunea Liov, Ucraina.

## Demografie
Componența lingvistică a localității Topilnîțea
     Ucraineană (100%)
Conform recensământului din 2001, toată populația localității Topilnîțea era vorbitoare de ucraineană (100%).